# Malouetia tamaquarina
Malouetia tamaquarina är en oleanderväxtart som först beskrevs av Jean Baptiste Christophe Fusée Aublet, och fick sitt nu gällande namn av A. Dc.. Malouetia tamaquarina ingår i släktet Malouetia och familjen oleanderväxter. Inga underarter finns listade i Catalogue of Life.